# Cerasophila thompsoni
Cerasophila thompsoni е вид птица от семейство Pycnonotidae.

## Разпространение
Видът е разпространен във Виетнам, Мианмар и Тайланд.